# Minerva (Schiff, 1996)
Die Minerva ist ein im Jahr 1996 in Dienst gestelltes Kreuzfahrtschiff. Es fuhr zuletzt in Charter für Swan Hellenic.

## Geschichte
Das Schiff wurde 1996 als Minerva für Swan Hellenic Cruises in Dienst gestellt. Ursprünglich war das Schiff für die sowjetische Marine vorgesehen. Geldmangel und die Perestroika führten jedoch dazu, dass es nie fertiggestellt wurde. Der Schiffsrumpf wurde später zur Mariotti-Werft in Genua geschleppt, wo daraus dann ein Kreuzfahrtschiff gebaut wurde. Das Schiff bietet Platz für 350 Passagiere in 198 Kabinen. Für die Passagiere stehen sechs Decks zur Verfügung. 
Bis 2003 fuhr die Minerva für Swan Hellenic. Anschließend wurde das Schiff von Saga Cruises als Saga Pearl eingesetzt. Von Anfang März 2005 bis Mai 2008 war es in den Sommermonaten als Alexander von Humboldt für Phoenix Reisen unterwegs. Darüber hinaus wurde das Schiff seit 2003 in den Wintermonaten als Explorer II von Abercrombie & Kent für Expeditionskreuzfahrten in der Antarktis eingesetzt.
Im Mai 2008 waren diese Charterverträge ausgelaufen und das Schiff  wurde seitdem nach umfangreichen Umbau- und Renovierungsarbeiten bei Swan Hellenic unter dem alten Namen Minerva weiter betrieben. Phoenix Reisen hatte ab 1. Mai 2008 unter dem Namen Alexander von Humboldt ein neues Schiff im Einsatz, die vormalige Jules Verne.
Swan Hellenic setzte das Schiff hauptsächlich für Kreuzfahrten im Nordland, der Ostsee, im Mittelmeer, in der Antarktis und in Afrika ein. Für den Einsatz in der Antarktis ist das Schiff mit Zodiac-Festrumpfschlauchbooten ausgerüstet, mit deren Hilfe Anlandungen an der Küste möglich sind.
Im Januar 2017 meldete die All Leisure Group, der Mutterkonzern von Swan Hellenic, Insolvenz an und die Reisen mit dem Schiff wurden storniert. Der kanadische Reiseveranstalter G Adventures übernahm Swan Hellenic und damit auch die Minerva im Februar 2017. Das Schiff wurde anschließend in Bremerhaven bei der Lloyd-Werft gedockt, danach aber in Bremerhaven aufgelegt. Ende September 2017 wurde das unter die Flagge Maltas gebrachte Schiff nach Griechenland überführt. Zuvor war es unter der Flagge der Bahamas gefahren.

## Bilder

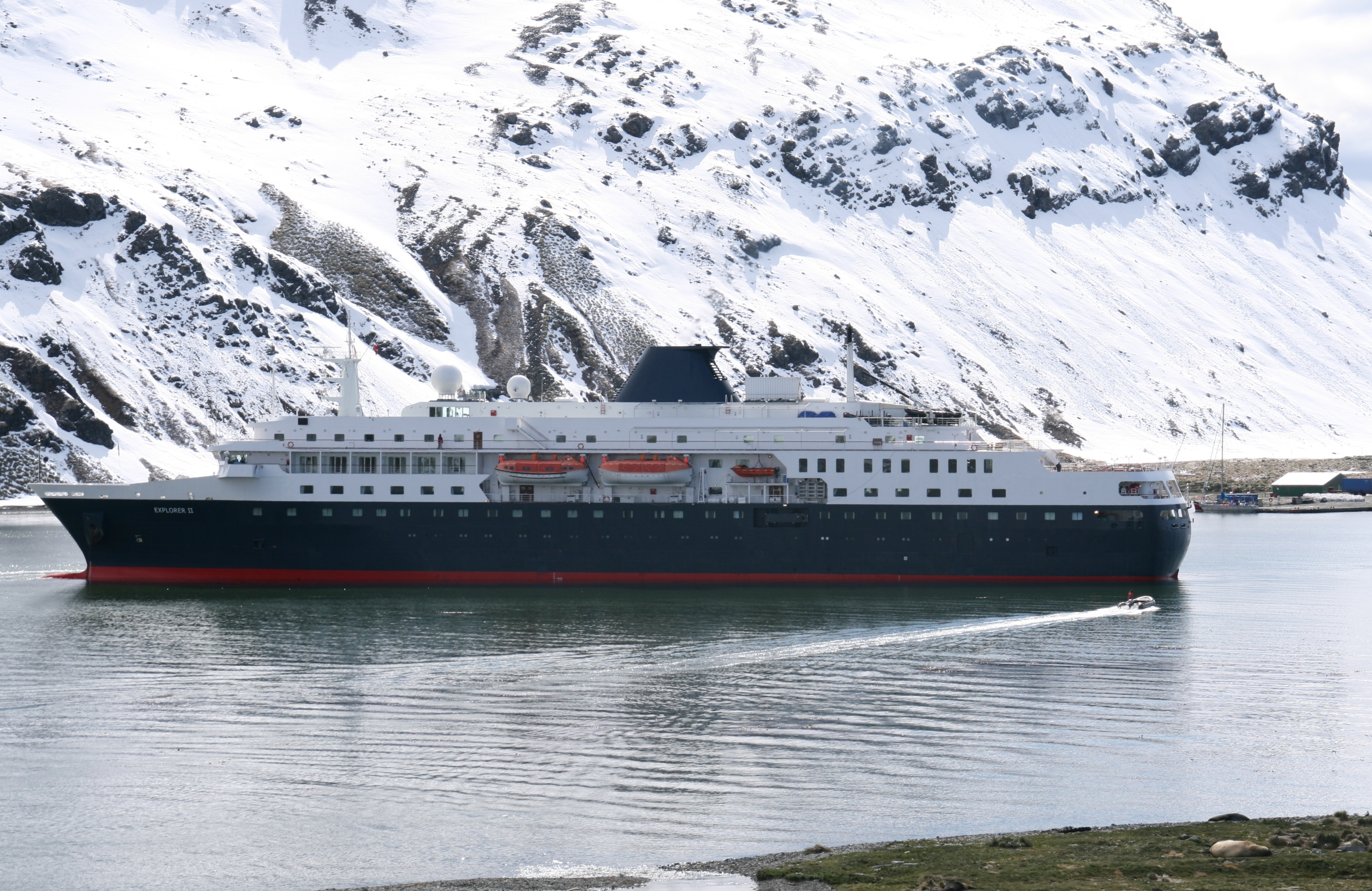
Als Explorer II in Südgeorgien
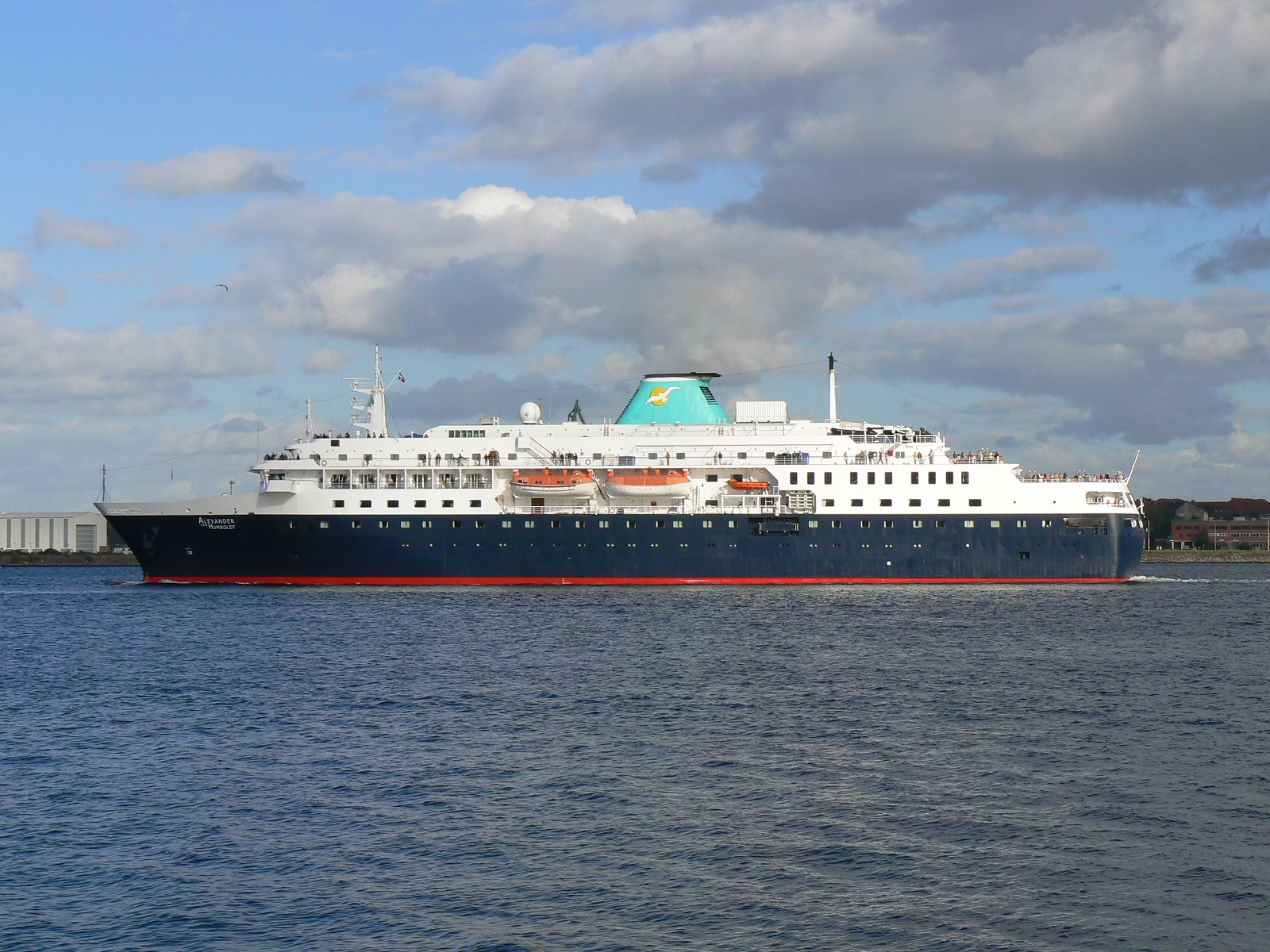
Als Alexander von Humboldt in Kiel
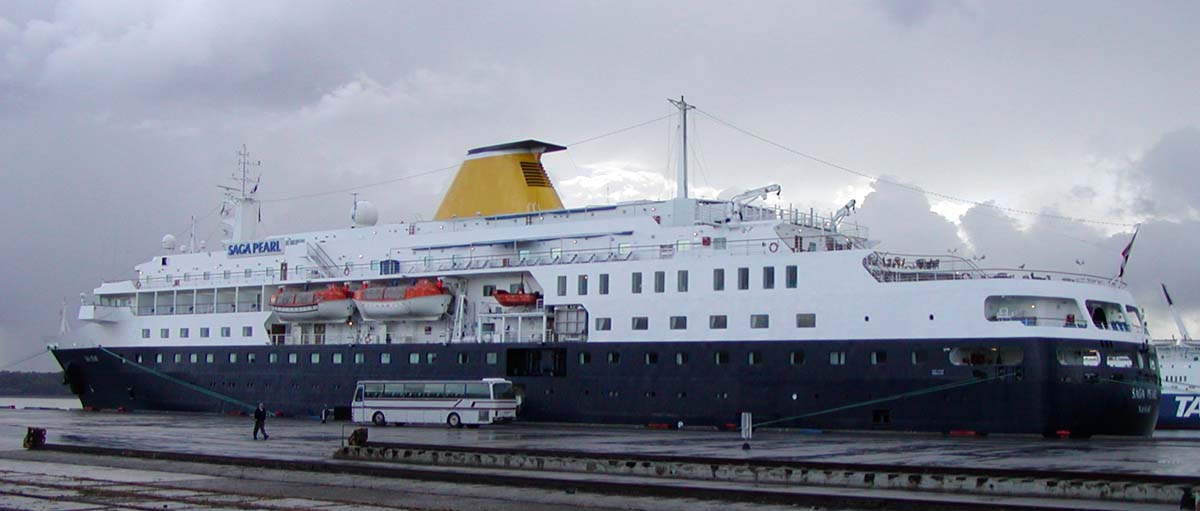
Als Saga Pearl in Tallinn
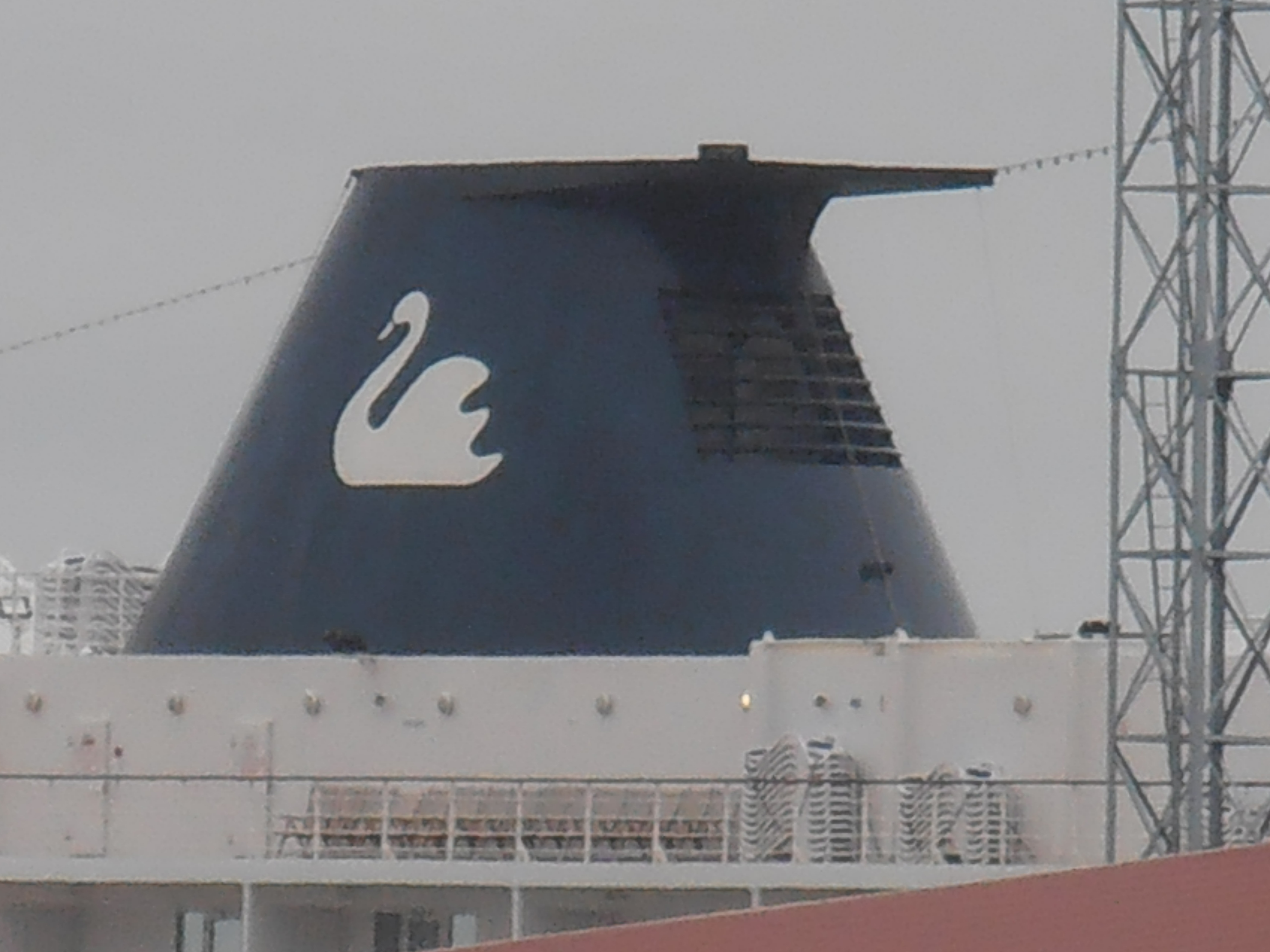
Firmenlogo von Swan Hellenic am Schornstein der Minerva